# Marcipa phaeodonta
Marcipa phaeodonta là một loài bướm đêm trong họ Erebidae.